# Quebra-gelo

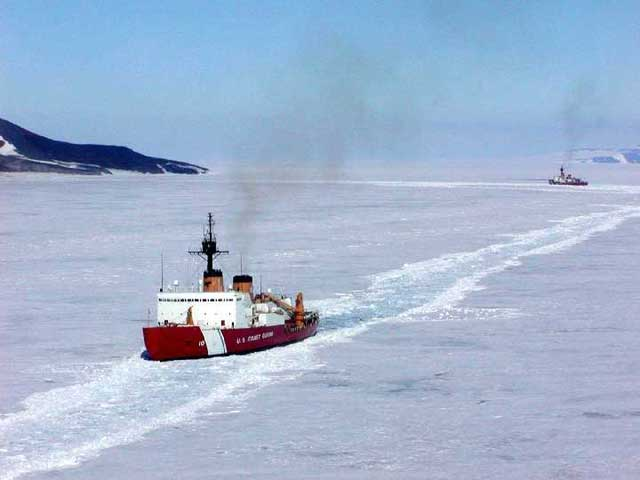
Quebra-gelo da Guarda Costeira norte-americana perto da Estação McMurdo, Fevereiro de 2002

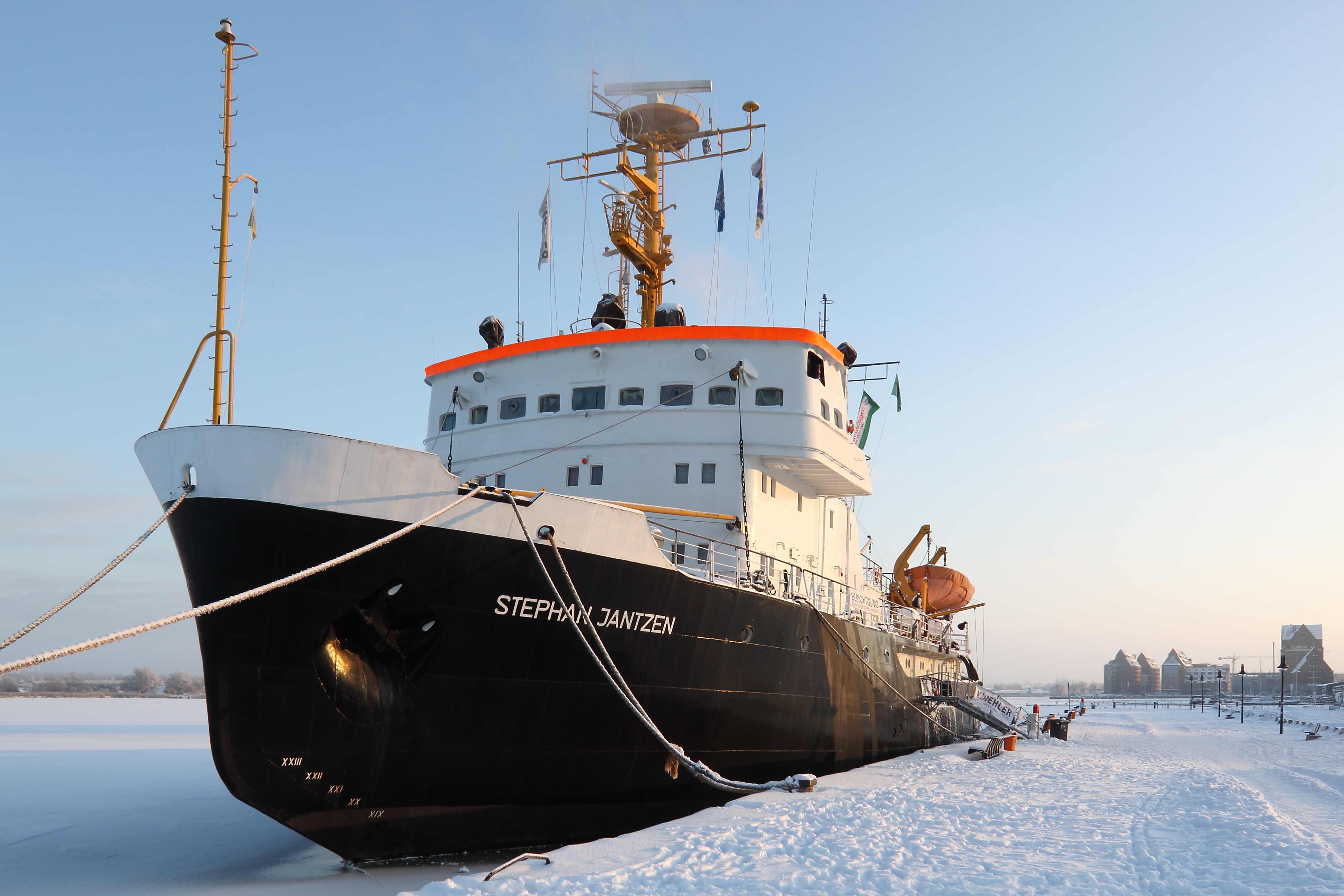
Quebra-gelo Stephan Jantzen em Rostock, Alemanha.

Um quebra-gelo é um navio especialmente concebido para navegar em aguas geladas, e por este motivo, a proa tem um formato apropriado para a quebra do  gelo, o que permite navegar através de águas cobertas por gelo.
Enquanto um navio normal de alto mar tem uma proa vertical, geralmente com um bulbo submerso, os navios quebra-gelos têm uma proa semelhante a uma rampa invertida. Ao forçar caminho para vante, esta rampa impele a proa no navio para cima. Existe uma altura em que o peso do navio é tão grande que o gelo não suporta mais e quebra.
Atualmente, existem novos tipos de navios quebra-gelo equipados com azipods, montados a vante, funcionando como propulsor e como picador de gelo.
Os quebra-gelos servem para abrir caminho para os navios cargueiros ou petroleiros em rios como Hamburgo ou em portos como em Helesquía e  outros portos  nórdicos.